# Tossal del Portell
El Tossal del Portell, és un cim de 1.566,1 metres d'altitud situat al límit dels termes municipals de Sarroca de Bellera i la Torre de Cabdella, al Pallars Jussà. Antigament era el lloc on es trobaven aquesta dos mateixos termes municipals amb el de Benés, de l'Alta Ribagorça, actualment integrat aquest darrer terme en el de Sarroca de Bellera.
El Tossal del Portell queda just al nord de l'enclavament de Larén, del terme de Senterada, i es pot considerar que s'hi inicia la Serra de Castellnou. És, a més, una mica al sud-est del poble de Castellvell de Bellera.